# محمد شمشك
محمد شِمشك (بالتركية Mehmet Şimşek) ولد في 1 أكتوبر 1976، في محافظة بطمان، وهو سياسي تركي من أصل كردي وزير المالية والخزانة التركي الحالي في الحكومة التركية الجديدة منذ 3 يونيو 2023  وعمل شمشك منذ يوم 1 أيار 2009 منصب وزير المالية في حكومة رئيس الوزراء رجب طيب أردوغان ثم حكومة أحمد داوود أوغلو حتى 2015. ثم عمل مستشاراً لرئيس الوزراء في حكومة بن علي يلدرم. ودخل قائمة فورين بوليسي لأكثر 500 شخص مؤثر في عام 2013.

## حياته
ولد شمشك وهو كردي في عام 1967، في قرية صغيرة في باتمان، وهي مقاطعة في جنوب شرق تركيا. الوزير شمشك متزوج ولديه طفلتين توأم. يتحدث الكردية والانكليزية بطلاقة وحاصل على الجنسيتين البريطانية والتركية. حصل شمشك على بكالوريوس في الاقتصاد من جامعة أنقرة في عام 1988. وبعدها عمل كباحث مساعد في منظمة الاقتصاد الدولي والتنمية الاقتصادية، وقال انه حصل على منحة رسمية للجامعة إكستر في المملكة المتحدة، حيث حصل على M.Phil. في التمويل والاستثمار في عام 1993.
شمشك عمل سابقا بصفته الخبير الاقتصادي والاستراتيجي في شركة ميريل لينش في لندن لمدة 7 سنوات في قسم أوروبا الناشئة والشرق الأوسط وأفريقيا . في هذا الوقت كان لديه عدد من الاتصالات مع السلطات التركية والبنك المركزي وكان يعمل مع الحكومة حزب العدالة والتنمية على السياسة الاقتصادية. كما شغل منصب كبير الاقتصاديين ومحلل بنك دويتشه-بندر للأوراق المالية خلال الفترة من 1998 إلى 2000. شمشك أمضى نحو عام في مدينة نيويورك حيث عمل UBS للأوراق المالية في عام 1997. وقبل ذلك، كان أحد كبار الخبراء الاقتصاديين في السفارة الأميركية في أنقرة لأربع سنوات تقريبا.

## الحياة السياسية
انتخب كعضو حزب العدالة والتنمية في البرلمان عن غازي عنتاب في الانتخابات العامة لعام 2007، وبدأ حياته المهنية الوزارية كوزيرا للدولة وتمت ترقيته إلى منصب وزير المالية في عام 2009.
تم ترشيحه كواحد من 500 شخص الأكثر نفوذا في العالم من قبل فورين بوليسي في عام 2013، وكذلك حصل على لقب «وزير المالية أوروبا الناشئة لعام 2013» من قبل مجلة الأسواق الناشئة.
شهدت تركيا تراجعًا في النمو الاقتصادي في عام 2014، وألقت الحكومة باللوم أساسًا على المشاكل في منطقة اليورو، حيث يُزعم أن الكثير منها يرجع إلى عدم اليقين السياسي في البلاد. بحلول مارس سنة 2015، بدأت الليرة التركية تفقد قيمتها على نحو كبير مقابل الدولار الأمريكي، حيث قدر تداولها بسعر 2.68 ليرة تركية مقابل دولار واحد. تسبب الانخفاض المفاجئ في تدخل مصرف تركيا المركزي تدخلًا كتابيًا، وانتقدت المعارضة الرئيس رجب طيب أردوغان لتدخله في الشؤون الاقتصادية مع أن دوره كان حياديًا ورمزيًا، واعتبرت الاقتصاد هشًا بسبب عدم اليقين السياسي بحيث تسبب خطاب واحد لأردوغان في فقدان الليرة قيمتها بسرعة مقابل الدولار بعد ذلك بوقت قصير. كما كان المستثمرون قلقين أيضًا بشأن مستقبل نائب رئيس الوزراء علي باباجان، الذي يتحمل مسؤولية الاقتصاد. ومع تباطؤ النمو الاقتصادي، أكد شمشك أن هناك فرصة عالية لتستعيد الليرة قيمتها، وأن التضخم سينخفض بسرعة في عام 2016.
ومع وجود إسلاميين رئيسيين في الحكومة، مثل نعمان كورتولموش، ينتقدون بصراحة استقلالية المصرف المركزي، أكد شمشك أن عدم اليقين الناتج عن إمكانية سياسة المصرف المركزي قد يعني عدم ترجيح عودة تركيا إلى النمو الاقتصادي القوي في المستقبل القريب.

## روابط خارجية
- محمد شمشك على موقع مونزينجر (الألمانية)